# مكتبة بويالوب العامة
مكتبة بويالوب العامة، هي نظام المكتبات العامة التي تخدم سكان بويالوب، واشنطن. تم افتتاح مكتبة بويالوب العامة الحالية، وهي الثالثة في تاريخ المدينة، افتتحت في 30 أغسطس 2002 على الجانب الغربي من منتزة بايونير. 39,500 قدم مربع (3,670 م2) تحتوي المكتبة على طابقين من المواد بما في ذلك الكتب وأقراص دي فيّ دي والكتب الصوتية والدوريات وأجهزة الكمبيوتر العامة ومناطق القراءة وغرف الدراسة والعديد من غرف الاجتماعات المتاحة لمجموعات المجتمع. المكتبة يحكمها مجلس من 5 أعضاء يعينهم مدير المدينة. لا ينتمي إلى مكتبة تاكوما العامة أو نظام مكتبة مقاطعة بيرس .

## تاريخ
تم إنشاء أول مكتبة في بويالوب في عام 1877 قبل وجود المدينة رسميًا. كانت المكتبة تديرها إليزا جين ميكر، زوجة مؤسس بويالوب عزرا ميكر، التي أعارتها كتبًا من منزلهم في ما يُعرف حاليًا باسم منتزة بايونير. في عام 1880 تم إنشاء جمعية مكتبة بويالوب لتوسيع خدمة المجتمع. جمعت الجمعية 5000 دولار من الشركات المحلية لاستئجار غرفة صغيرة وتوظيف أول أمين مكتبة لها.

### مكتبة كارنيجي

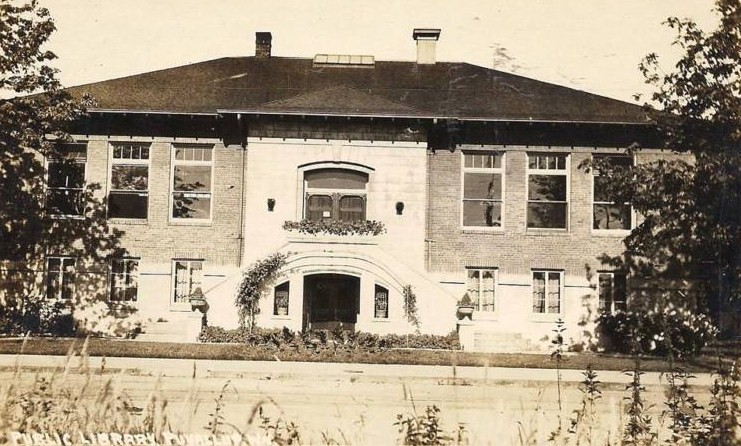
مكتبة بويالوب كارنيجي الأصلية

في مطلع القرن، تطلبت المكتبة إصلاحات وتحديثات، وطلبت بلدة بويالوب تمويلًا من أندرو كارنيجي لإنشاء مكتبة جديدة. في 15 فبراير 1912 ، عرض كارنيجي على المدينة 12500 دولار بشرط أن يدفعوا 10٪ رسوم صيانة وصيانة سنوية. قبلت المدينة المنحة، وافتتحت مكتبة كارنيجي الجديدة، التي صممها رولاند إي بورهيك على الطراز الجورجي، افتتح رسميًا في 11 فبراير 1913.
كانت مكتبة كارنيجي تعمل حتى الخمسينيات من القرن الماضي عندما اعتبرتها المقاطعة غير آمنة بسبب انحناء الطابق الثاني من وزن الكتب. على الرغم من هدم المبنى، استضاف نظام المكتبة احتفالًا لمدة 100 عام بالمكتبة الأصلية في عام 2013 وحاول جمع 12000 دولار لمطابقة المنحة الأصلية لاستخدام المكتبة.

### المكتبة الحديثة
بعد 50 عامًا، تم استبدال مكتبة كارنيجي بـ 11,622 قدم مربع (1,079.7 م2) استبدال مبنى المكتبة تم دفع ثمنه عن طريق كفالة مصدق عليها من الناخبين بقيمة 210 ألف دولار. تمت الموافقة على سند آخر من قبل الناخبين في 14 سبتمبر 1999 لإعادة بناء مرفق المكتبة مرة أخرى، وتوسيع حجمها الإجمالي إلى 39,500 قدم مربع (3,670 م2) . تم افتتاح هذه المكتبة الحالية في عام 2002. بالإضافة مع التجديد الجديد، شيدت المكتبة غرفة التاريخ المحلي، والتي تفتح للجمهور مرة واحدة في الشهر. تحتوي الغرفة على تاريخ محلي يعود إلى تأسيس المدينة في أواخر القرن التاسع عشر، ونسخًا من الصحيفة من عام 1903 ، وسجلات أنساب أخرى من المستوطنين الأوائل في المدينة.

## روابط خارجية
- Library homepage
- Library catalog